# Ciutat Morta
Ciutat Morta (en español Ciudad Muerta) es una película documental española sobre el caso 4F dirigida por Xavier Artigas y Xapo Ortega en 2013.
Fue premiada en el Festival de Guía de Isora, MiradasDoc, con una mención honorífica, y también como mejor documental en el Festival de Málaga de Cine Español en 2014.

## Estreno

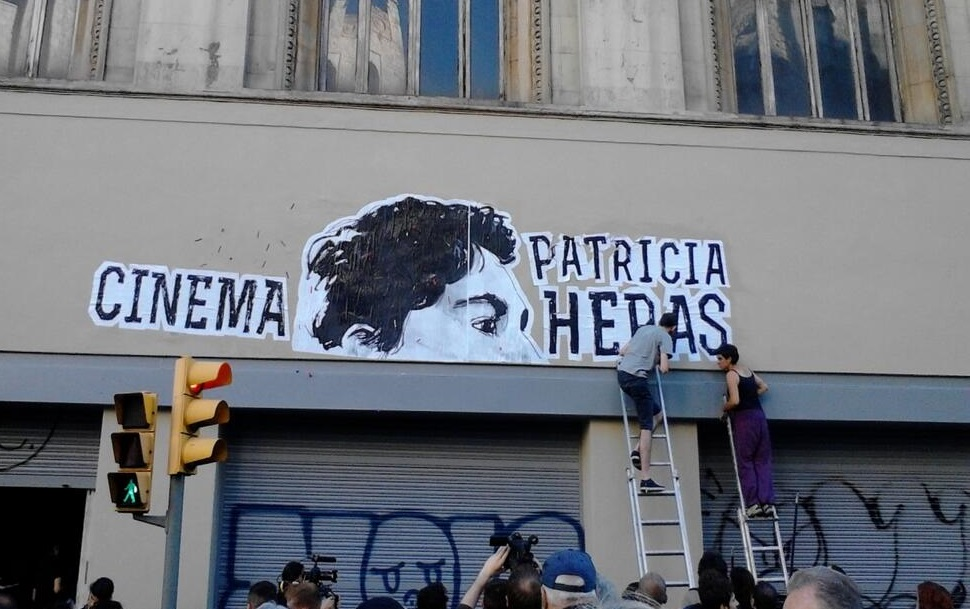
Cinema Patricia Heras.

Se preestrenó en Barcelona el 8 de junio de 2013 el documental 4F: ni oblit ni perdó (4F: ni olvido ni perdón) con una acción de desobediencia civil. Esta acción consistió en la ocupación por parte de 800 personas de un cine cerrado 11 años antes, en el centro de Barcelona: el Palacio del Cine de Vía Layetana. El cine fue rebautizado como Cinema Patricia Heras. Ciutat Morta incluye las imágenes de la ocupación del cine.
Ciutat Morta se estrenó oficialmente el 24 de marzo de 2014 en el Festival de Málaga de Cine Español.

## Sinopsis
8 de junio de 2013. 800 personas entran en un cine abandonado del centro de Barcelona con el fin de proyectar un documental. El antiguo edificio lo rebautizan como Cinema Patricia Heras en honor a una chica que se suicidó dos años antes.

### El caso del 4F
La noche del 4 de febrero de 2006 terminó con una carga policial en el centro de Barcelona. Fue en los alrededores de un antiguo teatro ocupado en el que se estaba celebrando una fiesta. Mientras los policías realizaban su mandato judicial, desde la azotea los ocupantes empezaron a tirar todo tipo de objetos a los agentes. Según relató por radio el alcalde de Barcelona pocas horas después, uno de los policías, que iba sin casco, quedó en coma por el impacto de una maceta tirada por uno de los ocupantes.
Tres jóvenes detenidos, de origen sudamericano, fueron interrogados en dependencias policiales y posteriormente enviados a prisión provisional, siendo privados de libertad durante dos años, a la espera de juicio, sin llegar a esclarecerse de qué se les acusaba. Cuando se celebró el juicio, la Audiencia de Barcelona condenó a los tres jóvenes por la agresión a un guardia urbano de la ciudad que quedó en "estado vegetativo persistente". La sentencia aseguraba que "no existe la más mínima duda" de que uno de ellos, Rodrigo Lanza (condenado posteriormente por el asesinato de una persona en Zaragoza en hechos separados), arrojó al policía una piedra del tamaño de una mano a una distancia de 10 metros. El documental niega estos hechos dados por probados por la Justicia por considerar que los jóvenes habían sido objetos de una manipulación policial. Sostiene que los otros dos detenidos aquella noche —Patricia y Alfredo— negaron haber estado presentes en el lugar de los hechos: fueron detenidos en un hospital cercano y hallados sospechosos por su forma de vestir. A pesar de las pruebas y evidencias que exculpaban a todos los acusados, en el juicio que se celebró contra ellos no se estaba juzgando a individuos, sino a todo un colectivo.
El documental plantea que se trataba de un enemigo genérico construido por la prensa y los políticos de la Barcelona «modélica», la Barcelona que poco antes, en 2005, había aprobado la “ordenanza de civismo” como un marco legal para los planes de gentrificación de algunos barrios céntricos destinados al turismo. Los chicos detenidos aquella noche eran cabezas de turco que encajaban perfectamente, por su estética, con la imagen del disidente antisistema: el enemigo interno que la ciudad modélica había ido generando aquellos últimos tiempos.
Años después, apareció en los medios la noticia de que dos policías habían sido condenados a prisión, con penas de más de dos años, por haber torturado en dependencias policiales a un joven iberoamericano. La sentencia condenatoria demostraba que los agentes mintieron y manipularon pruebas durante el juicio. A fin de encubrir las torturas a las que sometieron al joven iberoamericano, acusaron a éste de ser traficante de drogas. Sin embargo, en el curso de la investigación judicial el juez descubrió que dicha acusación era falsa y no obedecía sino a un montaje policial: el joven en cuestión era, en realidad, hijo del cónsul honorario de Noruega en Trinidad y Tobago y se hallaba en Barcelona cursando estudios universitarios.
Estos agentes resultan ser los mismos que habían torturado a los jóvenes detenidos aquella noche del 4 de febrero de 2006, además de haber declarado como testigos en contra de los acusados durante la celebración del juicio. Se puso de manifiesto así que los agentes torturadores se sirvieron del mismo modus operandi en ambos casos. La única diferencia en el segundo caso era el origen social de las víctimas: al ser hijo de un diplomático, el joven torturado tuvo un juicio justo; los acusados por el proceso del 4 de febrero de 2006 no lo tuvieron.

### Patricia Heras, la poeta difunta
Más allá de la ciudad de Barcelona, el personaje principal de Ciutat Morta es Patricia, a quien vamos conociendo a través de su poesía y el testimonio de sus amigas y exparejas sentimentales. Se trata de una joven estudiante de literatura, extremadamente sensible, que esconde sus inseguridades detrás de una estética excéntrica, alimentada por la cultura queer con la que se identifica.
La experiencia que le atraviesa a partir de aquella mañana del 4 de febrero de 2006, cuando es detenida junto con su amigo Alfredo en un hospital, da un giro radical a su vida. Dos años de angustia a la espera del juicio, agotando todos los ahorros de su vida para pagar abogados. Tres años de condena en la cárcel. Aparte de destrozar su vida, estos hechos disparan su productividad literaria que va quedando registrada en un blog que titula de forma premonitoria: Poeta Muerta.
Patricia se suicida durante una salida de la cárcel, en abril del 2011. Los autores de esta película trataron de rendirle un homenaje.

## Difusión e impacto en los medios

### Licencias
La película está publicada bajo la licencia Creative Commons BY-NC-SA 3.0.

### Financiación
La película documental Ciutat Morta fue financiada exclusivamente con una campaña de micromecenazgo o crowdfunding en la plataforma Verkami a partir de microdonaciones, consiguiendo 4.720€ de los 4.211€ solicitados. El excedente fue destinado directamente al grupo de apoyo a Patricia Heras y Rodrigo Lanza con la campaña de "Des-Montaje 4F".
El coste real, de haberse cubierto todos los gastos de realización, ascendería a unos 90.000 € aproximadamente.

### Difusión
Los medios de comunicación minimizaron la cobertura de su estreno, la obtención de premios en diferentes festivales. TV3, la televisión pública catalana, rechazó la coproducción del filme cuando concluyó su grabación y retrasó todo lo posible su emisión a pesar de que se llegó a ofrecer gratuitamente, llegando a mentir en sede parlamentaria a este respecto el director de TV3, Eugeni Sallent.
Finalmente, el documental se emitió el 17 de enero de 2015 en el Canal 33 en horario de máxima audiencia aunque no en su versión íntegra, consiguiendo una cuota de pantalla en Cataluña del 20% y una audiencia de 569.000 personas La versión emitida tenía eliminada unos 5 minutos, en cumplimiento a una sentencia judicial, lo cual fue considerado como una posible forma de censura parcial.

### Festivales
- Festival Internacional de Cine Documental MiradasDoc 2013. Mención Honorífica.[19]
- Festival de Málaga de Cine Español 2014. Premio al mejor documental. Biznaga de Plata.[20][21]
- Festival Internacional de Cine de San Sebastián 2014. Sección Made In Spain.
- Festival DocLisboa 2014.[22]
- Muestra Cinematográfica del Atlántico Alcances de Cádiz 2014. Premio del Público al mejor largometraje.
- Festival Plataforma Nuevos Realizadores de Madrid PNR 2014. Premio a mejor largometraje. Premio de la crítica. Premio del jurado joven.
- Festival de Cine Iberoamericano de Huelva. Premio al mejor documental de la Universidad de Huelva.
- Festival de Cinema Independent de Barcelona L'Alternativa. Premi GAC a millor Guió.
- Festival de Cine i Drets Humans de Barcelona- Premi Amnistía Internacional.
- Festival du Cinema Espagnol de Toulouse. Cinespaña.
- International Documentary Film Festival DocsBarcelona. Sección especial.[23][24]
- Festival Internacional de Cine Documental de Uruguay AtlanticDoc 2013. Sección oficial.
- OVNI 2014.
- Muestra Documental LUPA. Donostia 2014.
- Voghera Film Festival 2014. Sección oficial.
- Barcelona Creative Commons Film Festival BCCN.
- Festival de Cine Creative Commons Donostia.
- Festival de Cine Creative Commons Sevilla.
- Festival de Cine Creative Commons Valladolid.
- Festival Internacional de Cine de Albacete 2014. Sección oficial. Abycine
- Festival Internacional de Cine de Porcuna 2014. FIC Porcuna.